# Hoogezand

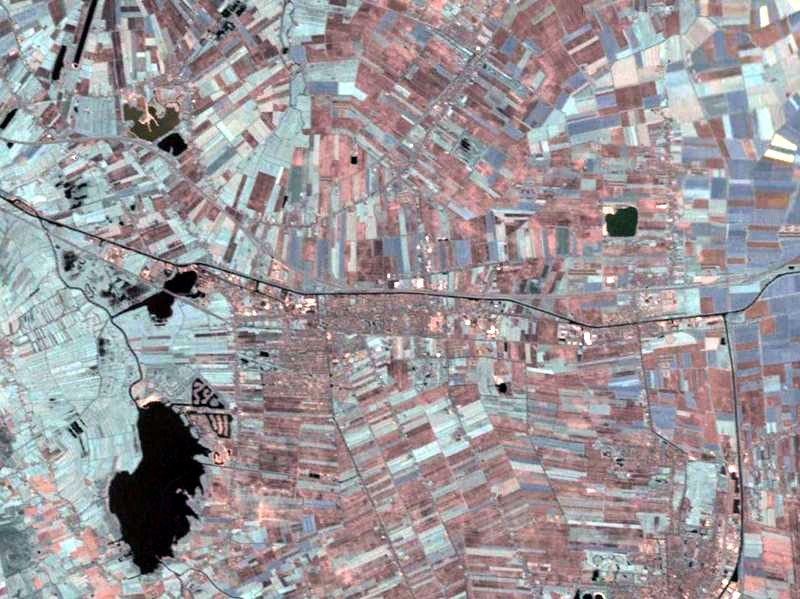
Satellietfoto Hoogezand en omgeving

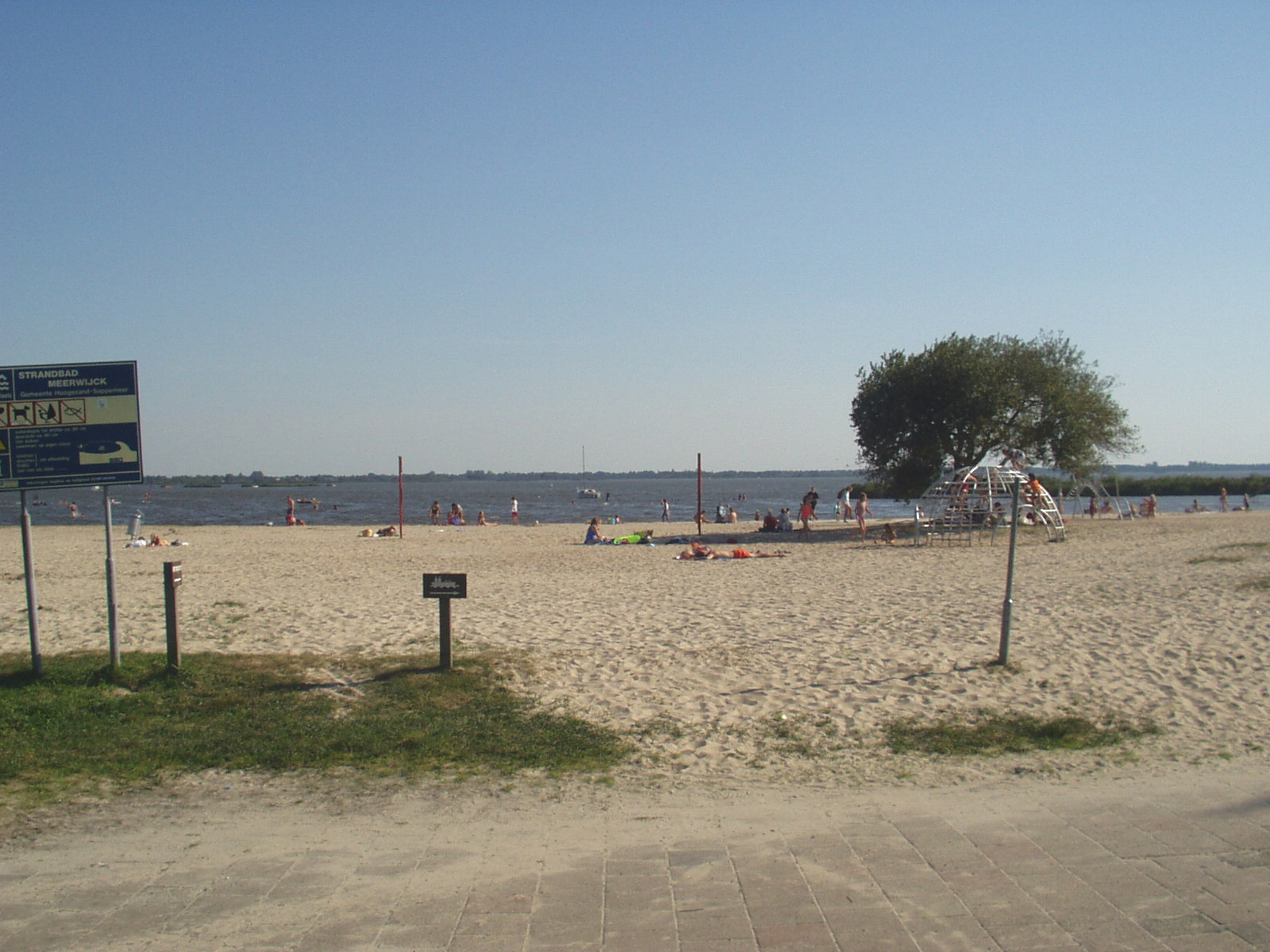
Strand van Meerwijck

Hoogezand (Gronings: Hogezaand) is de hoofdplaats van de gemeente Midden-Groningen in de Nederlandse provincie Groningen. Het is het westelijke dorp van het dubbeldorp Hoogezand-Sappemeer. De plaats vormde vanaf 1811 een eigen gemeente en was van 1949 tot 2018 onderdeel van de voormalige gemeente Hoogezand-Sappemeer. Met 22.080 inwoners in 2023 is het verreweg de grootste woonplaats binnen de gemeente Midden-Groningen.

## Geografie
De plaats is ontstaan als veenkolonie langs het in de 20e eeuw gedempte oude Winschoterdiep, dat liep langs de huidige Meint Veningastraat en de Hoofdstraat. Hoogezand vormt met Sappemeer de kern van een cluster van aaneengegroeide dorpen. Rond Hoogezand zijn dit Kalkwijk (zuiden), Kropswolde, Martenshoek, Foxhol, Foxholsterbosch en Foxham (westen) en Kolham (noordzijde). De plaats ligt ten zuiden van het in de 20e eeuw omgelegde nieuwe Winschoterdiep en de snelweg A7. Ook ligt de plaats aan de spoorlijn Groningen - Leer. Ten noordwesten van de plaats ligt een groot industriegebied.

## Geschiedenis

### Vervening
De naam Hoogezand verwijst naar een hooggelegen zandige plek in het veen, het Hooge Sandt. Nabij deze plek werd in de 15e eeuw turf gestoken door het Klooster Yesse. In 1604 richtten vijf Utrechtse kooplieden onder leiding van Jelis van Stoutenburg een compagnie op om een begin te kunnen maken met de vervening van het gebied. De stad Groningen wist deze vergunning echter over te nemen. Zij had grote plannen met het gebied, waarvan zij de aangrenzende gronden mocht pachten van het gewest Stad en Lande. Om het te ontginnen werd vanaf de Hunze bij Waterhuizen een kanaal gegraven om in 1618 het Hooge Sandt bij het Foxholstermeer te bereiken. Dit Winschoterdiep, dat gelopen heeft ter plaatse van de huidige Meint Veningastraat en Hoofdstraat, werd dwars door het Hooge Sandt heen getrokken. Op het Hooge Sandt werden de eerste huizen gebouwd, waarna de plaats zich uitbreidde langs het diep. Nadat 10 jaar later ook Sappemeer en Zuidbroek bereikt waren, werd het kanaal opengesteld voor de scheepvaart.
In 1664 werd door de Groninger burgemeester Gerhard ten Berge de veenborg Vredenburg gebouwd bij de plaats. Rond 1665 verrees ook de veenborg Overwater. In 1669 werd met geld van de stad Groningen de Damkerk gebouwd. In 1726 werd een bijpassende pastorie bij de kerk gebouwd, in 1734 werd de kerk uitgebreid en in 1783 verrees een klokkentoren bij de kerk. Het kerkhof met zijn vele rijk versierde gedenktekens getuigt van de rijkdom van de vroegere industriëlen in de plaats.

### Industriële ontwikkeling
Midden 18e eeuw liep de vervening ten einde en werden de dalgronden omgevormd tot landbouwgebieden, waar vooral boekweit goed wilde groeien. Ook werden er veel bonen en met name aardappels geteeld. Deze werden via het Winschoterdiep geëxporteerd naar Duitsland. Langs het diep ontstonden ook een aantal scheepswerven met dwarshellingen, die zich aanvankelijk op de bouw van turfschepen richten, maar later ook kleine zeeschepen gingen bouwen ten tijde van de zogenoemde Veenkoloniale scheepvaart (1814-1914). De plaats zelf bezat op het hoogtepunt in 1860 ook een vloot van 52 zeeschepen.
Rond 1800 vond de overgang plaats tussen ambacht en industrie met de vestiging van moutwijnbranderijen voor het stoken van jenever. In 1798 werd de eerste moutwijnbranderij gesticht door Rudolf van Swinderen van de veenborg Jachtwijk. In 1839 verrees de moutwijndestilleerderij van Pieter van Calcar. In 1841 stichtte W.A. Scholten in Foxhol een aardappelmeelfabriek. Ongeveer op hetzelfde moment werd in Hoogezand de aardappelmeelfabriek van Tonden gesticht. De vestiging van fabrieken gestimuleerd door de toepassing van stoommachines, waarmee industriële processen konden worden versneld. Daarmee begon de groei van de plaats Hoogezand pas echt. Het oorspronkelijk grotere Sappemeer werd daarbij voorbijgestreefd. Rond 1850 waren beide plaatsen aan elkaar vastgegroeid. De meeste bebouwing lag langs beide oevers van het Winschoterdiep. Vanaf het Winschoterdiep werden de woningen verder zuidwaarts het land in gebouwd via een grid van kanalen. De kernen Martenshoek en Foxhol groeiden daarbij langzamerhand vast aan Hoogezand. In 1868 kreeg de plaats een spoorverbinding met Groningen door de aanleg van de spoorlijn Harlingen-Nieuweschans. In 1869 startten de families Hooites en Beukema de eerste strokartonfabriek van Groningen aan de Fabriekskade (de latere Beukemastraat). In die tijd werden ook een aantal van de beeldbepalende panden gebouwd, zoals de door Molenaar ontworpen neogotische rooms-katholieke Sint-Martinuskerk bij Foxham (Foxham 45-47) in 1891 en het neogotische postkantoor van Peters (Meint Veningastraat 117-119) in 1898.

### Ontwikkeling als woonplaats
Met de omschakeling van de scheepvaart van houten op ijzeren schepen en de steeds groter wordende schepen voldeden de scheepswerven bij Hoogezand steeds minder en werden langzamerhand verplaatst naar Foxhol, Martenshoek en Westerbroek, waar het water breder was. De boerderijen en scheepswerven in Hoogezand werden vervolgens afgebroken en vervangen door burgerwoningen voor de beter gegoeden, winkels en horeca en verschillende voorzieningen waaronder het gemeentehuis in 1860 (Hoofdstraat 31), dat in 1983 werd verplaatst naar de wijk Gorecht.
In de decennia na de eeuwwisseling werd een begin gemaakt met het verdichten van de bebouwing in het gebied tussen de spoorlijn en het Winschoterdiep. Er werd toen gebouwd aan een parkachtige wijk voor de beter gesitueerden die door midden gesneden wordt door de Beukemastraat. Eerst verrees hier in de jaren 1920 het Westerpark ten westen van de Beukemastraat en vervolgens in de jaren 1930 tot en met 1950 het Oosterpark ten oosten van deze straat. In deze wijk werden vooral burgerwoningen en villa's in de stijl van de Amsterdamse en de Delftse School gebouwd. In de jaren 1920 verrees ook ten zuiden van de spoorlijn en ten zuiden van Martenshoek het eerste deel van de Burgemeester van Rooyenstraat, waar veel sociale huurwoningen werden gebouwd en waarin in het westelijk deel een opvallend ovaalvormig hofje met dubbele arbeiderswoningen werd gecreëerd. Door al deze uitbreidingen groeide de gemeente Hoogezand uit van 4.044 inwoners in 1795 naar 13.194 inwoners in 1947. De oprukkende bebouwing naar het oosten leidde ertoe dat Hoogezand en Sappemeer in 1949 fuseerden tot de gemeente Hoogezand-Sappemeer.
In 1941 werd aan de Werfkade 16 in Amsterdamse stijl de WECO-fabriek gebouwd, waar dekkleden en scheepstuig gemaakt werden.

### Naoorlogse ontwikkelingen
Na de Tweede Wereldoorlog werd de industrie verder uitgebreid bij met name Foxhol en Martenshoek en ten oosten van Sappemeer. In de jaren 1950 werd het Winschoterdiep omgelegd en verbreed aan noordzijde van de plaats.
In de jaren 1960 werd het oude Winschoterdiep vervolgens gedempt, waardoor het aanzicht van de plaats volledig veranderde. Ook werd het gebied tussen het oude en het nieuwe Winschoterdiep volgebouwd, gevolgd door het gebied tussen het Kielsterdiep en de weg naar Kropswolde. Ten zuiden van de spoorlijn verrezen tussen ongeveer 1965 en 1985 de grote uitbreidingswijken Gorecht, Zuiderpark en Woldwijck. De industrie van Hoogezand deed in de jaren 1960 en 1970 ook een groot aantal Turkse gastarbeiders neerstrijken in de plaats, met name in de buurt Spoorstraat-Kieldiep in de wijk Gorecht. Ook kwam in die tijd een aantal Marokkanen en Surinamers in de plaats te wonen. In 1992 telde Hoogezand de meeste islamitische bewoners van de provincie Groningen.
In de jaren 1960 werd het Gorechtpark aangelegd en een sportcomplex achter de wijk Zuiderpark. In 1969 werd langs het Kieldiep het winkelcentrum Gorecht geopend, dat later werd herdoopt tot Groot Gorecht en sinds 2002 winkelcentrum De Hooge Meeren heet. Met de vestiging van onder meer gemeentehuis, theater, bioscoop en bibliotheek naast het winkelcentrum is een nieuw stadshart ontstaan. In de jaren 1990 werd aan zuidoostzijde van Hoogezand de wijk De Dreven gebouwd en het Drevenbos aangelegd. In 2019 ging de gemeente Hoogezand-Sappemeer op in de nieuwe gemeente Midden-Groningen en werd besloten om het bestaande gemeentehuis deels te slopen en een nieuw gemeentehuis te bouwen op dezelfde plek.

## Bevolkingsontwikkeling
| Bevolkingsontwikkeling Hoogezand tussen 1795 en 2018                                                                    |
| --- |
| |
| Bron: Volkstellingen (exclusief buiten de kom en schepen) en CBS (exclusief Martenshoek, inclusief Kalkwijk en Foxham). |

## Recreatie
In Hoogezand ligt het Gorechtpark met een hertenkamp en een ijsbaan. Verder grenst Hoogezand aan het Zuidlaardermeer met het strand van Meerwijck. Zie voor verdere informatie Hoogezand-Sappemeer.

## Hoogezanster volkslied (± 1930)
In Neerlands hoge Noorden
In ’t rijk van veen en zand
Daar vindt men nijv’re dorpen
De bloei van Nederland
Hieronder wordt met eren
Door ons een plaats genoemd
Een dorp op hoge zanden (bis)
Door nijverheid beroemd (bis)
Drie eeuwen schier gelden
Was ’t woest nog heind’ en veer
Waar thans de oogst der velden
De landman strekt tot eer
Waar d’ industrie kan roemen
Op ’t geen ze brengt tot stand
Daar bloeit de veenkolonie (bis)
In ’t nijvere Hoogezand (bis)
Zijn kloek gebouwde schepen
Bevaren elke zee
Machines daar vervaardigd
Zij brengen glorie mee
Door landsmans vlijt en zorgen
Kwam mee de bloei tot stand
De bloei van veel fabrieken (bis)
In ’t nijvere Hoogezand (bis)
Laat ons de werken prijzen
Door noeste vlijt volbracht
Die steeds alom getuigen
Van energie en kracht
Steeds zal de kreet weerklinken
Tot aan het verste strand
Steeds zal de roem vermeren (bis)
Van ons dierbaar Hoogezand (bis)

## Bezienswaardigheden
- De Damkerk, een zaalkerk uit 1669.
- De klokkentoren van de Damkerk uit 1783. Deze hoort bij de kerk, maar staat op een kleine afstand.
- Het voormalige gemeentehuis van Hoogezand aan de Hoofdstraat, inmiddels verbouwd tot kantoren.
- De Nederlands Hervormde begraafplaats en begraafplaats De Stille Hof.

### Monumenten
Zie ook:
- Lijst van rijksmonumenten in Hoogezand
- Lijst van gemeentelijke monumenten in Hoogezand

## Ontspanning
- Vue Hoogezand, bioscoop
- Kielzog, theater

## Geboren in Hoogezand
- Eric Bats (1967), radio-dj en programmamaker
- Johannes Jacob Bleeker (1831-1868), burgemeester van Hoogezand
- Erik Bouwman (1973), langebaanschaatser
- H.B. Bulder (1890-1955), architect
- Nico Bulder (1898-1964), beeldend kunstenaar (houtgraveur) en docent
- Geesje Mesdag-van Calcar (1850-1936), schilderes
- Bernard ten Cate (1879-1964), pianist, organist en componist
- Joop Gall (1963), voetbaltrainer en voormalig voetballer
- Matthijs Hardijk (1997), voetballer
- Peter Hartwig (1963), kunstschilder
- Ipe Annes Hooites (1812-1891), scheepsbouwer, burgemeester van Hoogezand
- Hanna Huizenga (2005), voetbalster
- Auke Hulst (1975), romanschrijver, journalist en muzikant
- Samuel Jonker (1930-2009), zakenman, verzekeraar en mecenas
- Peter de Kan (1957), grafisch ontwerper
- Adolf Klasens (1917-1998), egyptoloog en museumdirecteur
- Marten Klompien (1917-1996), kunstschilder, lid van De Ploeg
- Jan Hero Kolk (1845-1925), burgemeester
- Martijn van der Laan (1988), voetballer
- Joan Leemhuis-Stout (1946), oud-commissaris van de Koningin in Zuid-Holland
- William Matthijssen (1976), grasbaan-zijspancoureur
- Debby Mansveld (1972), wielrenster
- Sebastiaan Matheüs Sigismund Modderman (1820-1900), burgemeester van Groningen
- Tonco Modderman (1818-1879), predikant
- Justin Mulder (1996), voetballer
- Stefan Nijland (1988), voetballer
- Sim Noordhof (1947-2025), dirigent
- Niels Post (1972), kunstenaar
- Elbert Roest (1954), burgemeester van Laren
- Johan van Roijen (1899-1985), burgemeester
- Wiardus Rengers Hora Siccama (1835-1908), burgemeester
- Hendrik Spiekman (1874-1917), medeoprichter SDAP
- Nanne Tepper (1962-2012), schrijver
- Koert Thalen (1987), voetballer
- Eddy Veldkamp (Ramblin' Eddy) (1955), countryzanger, songwriter en diskjockey
- Pouwel Vos (1950-2014), politie-inspecteur
- Bob Wind (1976), acteur